# نيسا مكمين
كانت نيسا موران مكمين (اسمها عند الولادة مارغوري فرانسيس مكمين، 24 يناير 1888- 12 مايو 1949)، رسامة بورتريهات ورسامة توضيحية أمريكية درست في معهد شيكاغو للفنون وفي رابطة طلاب الفنون في نيويورك. بدأت حياتها المهنية كرسامة توضيحية خلال الحرب العالمية الأولى وسافرت عبر فرنسا للترفيه عن القوات العسكرية مع أنيتا بّي. ويلكوكس وجين بوللي ورسمت ملصقات تدعم من خلالها المجهود الحربي. عينت كضابطة صف فخرية في قوات مشاة بحرية الولايات المتحدة لمساهماتها في المجهود الحربي.
نجحت مكمين كرسامة توضيحية لأغلفة المجلات والإعلانات ومقالات المجلات للمنشورات الوطنية مثل مكلور ومكول وذا ساترداي إيفنينغ بوست وكولير. رسمت مككين بورتريه لسيدة من نسج خيالها أسمتها «بيتي كروكر» لجنرال ميلز. كانت أيضًا رسامة بورتريه ناجحة وقد رسمت بورتريهات للعديد من الرؤساء والممثلين والكتاب.
استقبلت أعضاء مائدة ألغونكوين المستديرة في الاستديو الخاص بها والذي يقع في شارع 57 الغربي حيث عرفت بإقامة حفلات كثيرة. كتبت مجلة لايف مقالًا عن ألعاب حفلات البالغين تضمنت قصصًا عن حفلات مكمين. كان زواج مكمين زواجًا مفتوحًا من جون جي. باراغواناث أقامت خلاله علاقات عاطفية مع تشارلي شابلن وجورج أبوت. وصف باراغواناث زواجه من مكمين بأنه زواج ناجح قائم على أساس الصداقة العميقة.
أدرجت في قاعة مشاهير جمعية الرسامين في عام 1984 بعد 35 عامًا على وفاتها. كانت مكمين واحدة من بين 20 رسامًا من الرسامين التوضيحيين الذين نشرت أعمالهم على صحيفة الطوابع المجمعة لخدمة البريد في الولايات المتحدة في عام 2001.

## حياتها المبكرة ودراساتها
ولدت مارغوري فرانسيس مكمين في كوينسي، إلينوي في 24 يناير عام 1888. والدها هاري موران ووالدتها إيزابيل باركر مكمين. كان هاري مكمين مراسلًا قبل أن يعمل في شركة مكمين للنشر، وهي شركة عائلية. كانت علاقته بزوجته متوترة بسبب إدمانه على الكحول.
امتلكت مكمين موهبة في التمثيل والموسيقا والفن. بعد تخرجها وحصولها على مرتبة الشرف من ثانوية كوينسي الثانوية في عام 1907، التحقت بمعهد شيكاغو. عملت مكمين في شركة كبيرة لإنتاج القبعات النسائية حيث أصبحت المصممة الرئيسة. في عام 1911 أو 1913، غادرت إلى مدينة نيويورك وعملت لفترة قصيرة كممثلة في العديد من مسرحيات بول آرمسترونغ، لكنها التفتت إلى الفن التجاري. بناء على نصيحة الأخصائي في علم الأعداد استخدمت اسم نيسا. ذكر زوجها جون باراغواناث أنها اختارت اسم نيسا بعد أن شاهدت إحدى مهرات هومر دافنبورت في اسطبلاته. بصرف النظر عن الدافع الأصلي، اعتقد مكمين أن اسم نيسا «يمتلك قيمة تجارية» يفتقدها اسمها الحقيقي. درست مكمين في رابطة طلاب الفن في نيويورك عام 1914.

## حياتها المهنية
باعت مكمين أول رسوماتها إلى بوسطن ستار في عام 1914. رسمت بورتريه لهاري هورويتز عام 1915 قبل إعدامه بتهمة قتل هيرمان روزنثال. في تلك السنة، باعت رسمًا لغلاف مجلة ذا ساترداي إيفنينغ بوست، وظهر رسمها التوضيحي الذي حمل عنوان مس إنفورميشن على غلاف مجلة باك في 8 مايو من عام 1915. اشتهرت ببورتريه «أول أمريكان غيرلز». 
رسمت مكمين ملصقات لجهات حكومية فرنسية وأمريكية خلال الحرب العالمية الأولى، مثلما فعلت ثيلما كودليب وهيلين هايد وماري بروستر هازلتون. استخدمت هذه الملصقات من قبل الصليب الأحمر الأمريكي في حملات لجمع الأموال.
سافرت في جميع أنحاء فرنسا للترفيه عن القوات العسكرية في عام 1918. قالت مكمين: «لأنني عشت في القصف الجوي، لن أخشى أبدًا من أي شيء على وجه الأرض. لا يمكن تخيل رعب الغارات الجوية. يبدأ كل ذلك بإطلاق صفارات الإنذار ودق أجراس الكنائس ووسط كل هذا الضجيج تطفأ الأضواء ثم تأتي القنابل فجأة، لا أحد يعلم أين ستسقط. الضجيج الذي تسببه أسوأ من المعارك».